# Tập quán quốc tế
Tập quán quốc tế là những quy tắc xử sự chung, hình thành trong thực tiễn quan hệ quốc tế và được những chủ thể của luật quốc tế thừa nhận rộng rãi là những quy tắc có tính chất pháp lý bắt buộc.

## Sự hình thành
Tập quán quốc tế được hình thành rất sớm. Ban đầu, tập quán quốc tế là những quy tắc xử sự chung do một hay một số quốc gia đưa ra và áp dụng trong quan hệ với nhau. Sau một quá trình áp dụng lâu dài, rộng rãi và được nhiều quốc gia thừa nhận như những quy phạm pháp lý, những quy tắc xử sự đó đã trở thành tập quán quốc tế.
Điều kiện hình thành tập quán quốc tế như sau:
- Một là, quy tắc xử sự đó phải được áp dụng qua một thời gian dài trong thực tiễn quan hệ quốc tế.
- Hai là, quy tắc xử sự đó phải được thừa nhận rộng rãi như những quy phạm có tính chất pháp lý bắt buộc.
- Ba là, quy tắc xử sự đó phải có nội dung phù hợp với những nguyên tắc cơ bản của luật quốc tế.

Thực tiễn quan hệ quốc tế hiện nay vai trò của tập quán quốc tế đang giảm dần, nội dung của chúng đang từng bước được thể hiện trong các điều ước quốc tế.

## Áp dụng trong pháp luật quốc gia

### Phương thức chuyển hóa
Là phương thức áp dụng gián tiếp: Cơ quan lập pháp chyển hóa (nội luật hóa) các quy tắc của Tập quán quốc tế vào pháp luật quốc gia bằng việc ban hành một luật mới để thực hiện một Tập quán quốc tế; và sửa đổi, bổ sung luật cũ cho phù hợp với quy tắc của tập quán quốc tế.

### Phương thức chấp nhận
Là phương thức áp dụng quy tắc của tập quán quốc tế trực tiếp. Hiếp pháp, pháp luật của quốc gia quy định mặc nhiên chấp nhận quy tắc của tập quán quốc tế vào hệ thống pháp luật quốc gia, không phải thông qua thủ tục nội luật hóa.